# グレッグ・ベア
グレッグ・ベア（Greg Bear：Gregory Dale Bear, 1951年8月20日 - 2022年11月19日）は、アメリカ合衆国のSF作家、ファンタジー作家。著作はSFが中心だが、ハードSFからファンタジーまで幅広い作風をもつ。

## 経歴
カリフォルニア州サンディエゴで生まれる。1973年、サンディエゴ州立大学を卒業。1975年に一度結婚したが1981年に離婚。1983年、SF作家ポール・アンダースンの娘と結婚し、子供が2人いる。現在はワシントン州シアトル郊外に住んでいる。映画「スター・ウォーズ」の熱心なファンとしても知られる。

## 作家活動
1967年、15歳にして、『フェイマス・サイエンス・フィクション』誌に『Destroyers』でデビュー。
ベアはしばしば、虚構の解決策によって現代科学や文化の大きな問題に対処するという形の作品を書く。例えば『天空の劫火』ではフェルミのパラドックスについての1つの解釈を提供している。すなわち、銀河系は潜在的な捕食性を有する知的存在で満たされていて、若い文明はその捕食者の注意を惹き付けないよう静かにしているという説である。『女王天使』では社会における犯罪と処罰の意味を問い、その核として意識とは何かを追求し、付随して人間とのコミュニケーション能力が高度に発達し自意識すら獲得したコンピュータを描いた。『ダーウィンの使者』と続編の Darwin's Children では人口過剰問題を扱い、ヒトのゲノムの突然変異によって新たな種へと変貌を遂げることで解決策を与えている。またそこでは、全く新しい不可避なものへの文化的受容という問題も扱っている。
ベアが好んで取り上げるテーマとして、観察者の機能としての現実がある。『ブラッド・ミュージック』では観察者（数兆個の知的な細胞サイズの個体）の数がどんどん増えるに従って、現実が不確かなものになっていく。『天界の殺戮』（『天空の劫火』の続編）と『火星転移』では、粒子間の情報交換を基盤とした架空の物理学が登場する。『火星転移』では、それに基づいて火星を太陽系とは全く別の星系に転移させる。
『ブラッド・ミュージック』はナノテクノロジー（正確には分子ナノテクノロジーとそれによるDNAの再プログラム）を扱った初のSF小説とされている（短編版は1983年）。『女王天使』と続編の『斜線都市』では、近未来のナノテクノロジー全盛の社会を詳細に描いている。同じ系統の作品としては、量子コンピュータを扱った『凍月』や『火星転移』がある。また、これらは「自意識を持った人工知能」という古くからあるテーマ（ロバート・A・ハインラインの『月は無慈悲な夜の女王』など）とも関係が深い。
『ダーウィンの使者』とその続編などの最近の作品では、ウイルスに関する分子生物学やネオダーウィニズムの既知の事実を前提として、奇妙な病気によって進化が促されるという説を扱っている。思索的なアイデアも含まれているが、科学的知識の扱い方が厳密だとしてネイチャー誌でも賞賛された。
ベアは、グレゴリー・ベンフォードとデイヴィッド・ブリンと共にアイザック・アシモフのファウンデーションシリーズの続編となる「新・銀河帝国興亡史」を書いた。ベアは三部作の2作目を書いている。
ベアの作品の多くはSFだが、初期の『無限コンチェルト』と『蛇の魔術師』は明らかなファンタジーである。またもっと以前の Psychlone（1979年）はホラーだった。近作の Dead Lines（2004年）はSFとファンタジーを融合させた作品で、ベア本人はこれを "high-tech ghost story" と称している。

## 作品一覧

### SF
- The Way シリーズ
  - 永劫 (Eon, 1985)
  - 久遠 (Eternity, 1988)
  - Legacy (1995)
- The Forge of God シリーズ
  - 天空の劫火 (The Forge of God, 1987)
  - 天界の殺戮 (Anvil of Stars, 1992)
- Queen of Angels シリーズ
  - 女王天使 (Queen of Angels, 1990)
  - 凍月 (Heads, 1990)
  - 火星転移 (Moving Mars, 1993)
  - 斜線都市 (Slant, 1997)
- Darwin シリーズ
  - ダーウィンの使者 (Darwin's Radio, 1999)
  - ダーウィンの子供たち (Darwin's Children, 2003)
- 何らかのシリーズや作品世界に属するもの
  - 宇宙大作戦／コロナ (Star Trek: Corona, 1984)
  - ファウンデーションと混沌 (Foundation and Chaos, 1998) ：新・銀河帝国興亡史2
  - スター・ウォーズ／ローグ・プラネット (Star Wars: Rogue Planet, 2000)
  - HALO:Cryptum　(2011)
- シリーズ以外
  - ブラッド・ミュージック (Blood Music, 1985)

### ファンタジー
- Songs of Earth and Power シリーズ
  - 無限コンチェルト (The Infinity Concerto, 1984)
  - 蛇の魔術師 (The Serpent Mage, 1986)

### 短編集
- タンジェント (Greg Bear's New Collection)：日本オリジナル（1993年）

## 受賞歴
ベアは数々の賞を受賞しており、中でもヒューゴー賞を2回、ネビュラ賞を5回受賞している。
- 1982年、中編「鏖戦」(Hardfought)でネビュラ賞受賞。
- 1983年、短篇「Blood Music」でヒューゴー賞、ネビュラ賞を受賞[3]。同作は後に長編化され、代表作となる。
- 1986年、短篇『タンジェント』(Tangent) でヒューゴー賞、ネビュラ賞を受賞。
- 1994年、『火星転移』でネビュラ賞受賞[4]。
- 2000年、『ダーウィンの使者』でネビュラ賞受賞[5]。

2007年ノーベル文学賞を受賞したドリス・レッシングはインタビューで「私はSFの最上級の作品（the classic sort of science fiction）も高く評価している。例えばグレッグ・ベアの『ブラッド・ミュージック』。彼は素晴らしい作家だ」と述べている。